# Scuola superiore di polizia
Die Scuola superiore di polizia ist eine italienische Polizeihochschule mit Sitz in der Via Pier della Francesca 3 im Stadtteil Flaminio von Rom. Die Hochschule untersteht der Hauptabteilung für öffentliche Sicherheit des italienischen Innenministeriums und bildet angehende Polizeibeamte des höheren Dienstes der Polizia di Stato aus.

## Ausbildung
Im Gegensatz zu den militärischen Polizeiorganisationen Italiens (Carabinieri, Guardia di Finanza) bietet die zivile Staatspolizei für Anwärter des höheren Dienstes kein grundständiges Studium an. Voraussetzung für die Zulassung zum Auswahlverfahren an der scuola superiore di polizia ist ein abgeschlossenes, mindestens fünfjähriges Universitätsstudium. In der Regel handelt es sich dabei um ein Studium der Rechts-, Politik- oder Wirtschaftswissenschaft, bei besonderem Bedarf werden aber auch Absolventen anderer Studiengänge eingestellt.
Anwärter des nichttechnischen höheren Dienstes absolvieren an der Scuola superiore di polizia eine zweijährige Ausbildung, die in Kooperation mit zivilen Universitäten mit einem Weiterbildungsmaster abgeschlossen wird. Für Anwärter technischer oder besonderer Fachrichtungen dauert die Ausbildung ein Jahr, schließt aber ebenso mit einem Weiterbildungsmaster ab. Dabei handelt es sich normalerweise um Ärzte, Ingenieure, Physiker, Chemiker, Biologen und Psychologen. Die Kurse stehen eingeschränkt auch Studierenden der kooperierenden Universitäten sowie Angehörigen ausländischer Polizeiorganisationen offen. Darüber hinaus bietet die Scuola superiore di polizia eine Reihe von Fortbildungslehrgängen an.

## Geschichte
Die Geschichte der Hochschule geht zurück auf die kriminaltechnischen Lehrgänge, die der Rechtsmediziner Salvatore Ottolenghi ab 1902 für Polizeibeamte im Regina-Coeli-Gefängnis abhielt. Aus diesen Lehrgängen entwickelte sich ab 1903 die Scuola di polizia scientifica, die 1925 in Scuola superiore di polizia umbenannt wurde.  Ende der 1950er Jahre zog sie vom Regina-Coeli-Gefängnis an den Viale dell’Aeronautica im Stadtteil EUR um. 1982 fusionierte sie im Zug tiefgreifender Reformen in der Staatspolizei mit einer 1964 aus verschiedenen älteren Polizeischulen entstandenen Polizeiakademie, die ihren Sitz in der Via Pier della Francesca hatte. Die dort fusionierte Polizeihochschule nannte sich fortan Istituto superiore di polizia. Bis 2004 bot sie zwei unterschiedliche Ausbildungsgänge an. Anwärter mit Hochschulreife absolvierten ein vierjähriges, grundständiges, rechtswissenschaftlich ausgerichtetes Studium, auf das eine neunmonatige Fachausbildung folgte. Allgemein entsprach dies der klassischen Offizierausbildung bei Carabinieri und Guardia di Finanza. Der andere Ausbildungsgang richtete sich an Absolventen ziviler Universitäten und beschränkte sich auf die neunmonatige Fachausbildung. 2004 wurde der erste Ausbildungsgang ersatzlos gestrichen und der zweite reformiert und ausgebaut. Seit 2006 heißt die Hochschule wieder Scuola superiore di polizia. Bis 2016 bildete sie auch Anwärter der ehemaligen Forstpolizeibehörde Corpo Forestale dello Stato aus.